# Josef Daněk (politik)
Josef Daněk (* 19. března 1947) byl český a československý politik, po sametové revoluci poslanec Sněmovny lidu Federálního shromáždění za Stranu zelených.

## Biografie
Ve volbách roku 1992 byl za Stranu zelených, respektive za koalici Liberálně sociální unie, zvolen do Sněmovny lidu. Ve Federálním shromáždění setrval do zániku Československa v prosinci 1992.
Do 22. prosince 1993 zastával funkci vedoucího referátu životního prostředí Okresního úřadu Strakonice. Pak byl rozhodnutím přednosty Okresního úřadu Strakonice Ing. Břetislava Řezníčka odvolán. O odvolání se vedla debata v médiích i v parlamentu, protože neoficiálně mělo být Daňkovi sděleno, že důvodem je jeho angažovanost coby stínového ministra životního prostředí formace Realistický blok, kterou utvořilo několik levicových a středových stran.
V živnostenském rejstříku je evidován od 90. let. Uváděn bytem Hoslovice, později Radomyšl. V komunálních volbách roku 1998, komunálních volbách roku 2002 a komunálních volbách roku 2006 neúspěšně kandidoval do zastupitelstva obce Hoslovice za ČSSD. Profesně je uváděn jako zemědělec.